# Spiagge (film 1988)
Spiagge (Beaches) è un film del 1988, diretto dal regista Garry Marshall.

## Trama
Il film racconta la storia di due amiche provenienti da ambienti diversi, la cui amicizia dura da più di 30 anni: Cecilia Carol "CC" Bloom (Bette Midler), attrice e cantante di New York, e Hillary Whitney (Barbara Hershey), un'ereditiera e avvocata di San Francisco. Le due protagoniste si incontrano un giorno per caso in una spiaggia di Atlantic City e da quel momento la loro amicizia diventa molto forte, anche se vivono molto distanti, finché, dopo anni di una sostanziale corrispondenza, non si rincontrano a New York. Da quel giorno diventano inseparabili e la loro amicizia diventa sempre più grande, finché il padre di Hillary non si ammala gravemente e le loro strade si separano nuovamente. Ancora una volta lontane, le due amiche, continuano a scriversi e a raccontarsi le loro vicissitudini. Nel frattempo, CC diventa un'affermata stella di Broadway e sposa il suo grande amore, mentre Hillary, dopo la morte del padre, sposa un avvocato di successo. La vita le fa rincontrare e, a causa di invidie e gelosie, la loro amicizia entra in crisi finché un giorno Hillary torna da CC dopo aver scoperto il tradimento del marito. Dopo aver dato alla luce una bambina, a Hillary viene diagnosticata una cardiomiopatia virale che la porterà ad un'evitabile morte prematura.